# Hieracium cyrtotrachelum
Hieracium cyrtotrachelum es una especie de planta con flor del género Hieracium, de la familia Asteraceae, orden Asterales.

## Distribución
Hieracium cyrtotrachelum se distribuye por Suecia.

## Taxonomía
Fue descrita científicamente por (Dahlst. ex Zahn) Dahlst. Fue publicada en Arkiv Bot., Stockh.